# Централен административен окръг
Централен административен окръг, съкратено ЦАО (на руски: Центра́льный администрати́вный о́круг) е един от 12-те окръга на град Москва, разположен в центъра на града и включва 10 района. В района има много театри, 6 московски гари — Белоруски, Ленинградски, Ярославски, Казански, Курски, Павелецки (останалите гари, с изключение на Восточни, открити през 2021 г. — Савеловски, Киевски и Рижски, формално се намират извън района, но всъщност достатъчно близо до неговите граници, повечето министерства на Руската федерация, както и Кремъл, правителството на Руската федерация, Държавната дума, Съвета на федерацията. Значителна част от територията на района е заета от различни офис сгради, включително ММДЦ Москва Сити, разположен в западните покрайнини на района.
Границите на окръга почти съвпадат с градските граници на града до 1912 г. (с изключение на кварталите: Соколники, който е част от Източния административен окръг, и Дорогомилово, който е част от Западния административен окръг).
Код по ОКАТО - 45 286 000 000.
Префект на областта от 18 декември 2012 г. до 22 ноември 2015 г. е Виктор Семьонович Фуер; който умира на 22 ноември 2015 г.

## Райони
Административно окръгът се поделя на 10 района:
- Арбат
- Басманни
- Замоскворечие
- Красноселски
- Мешчански
- Пресненски
- Тагански
- Тверски
- Хамовники
- Якиманка